# Enda Stevens
Enda John Stevens (ur. 9 lipca 1990 w Dublinie) – irlandzki piłkarz występujący na pozycji obrońcy w Stoke City.